# 苏阿尔迪
苏阿尔迪（義大利語：Suardi），是意大利帕维亚省的一个市镇。总面积9平方公里，人口680人，人口密度75.6人/平方公里（2009年）。国家统计（ISTAT）代码为018154。